# Althaeus steneri
Althaeus steneri är en skalbaggsart som beskrevs av Kingsolver in Kingsolver, Gibb och Pfaffenberger 1989. Althaeus steneri ingår i släktet Althaeus och familjen bladbaggar. Inga underarter finns listade i Catalogue of Life.